# Élections locales de 2010 à Budapest
 (juillet 2021).
Si vous disposez d'ouvrages ou d'articles de référence ou si vous connaissez des sites web de qualité traitant du thème abordé ici, merci de compléter l'article en donnant les références utiles à sa vérifiabilité et en les liant à la section « Notes et références ».
Pour un article plus général, voir Élections locales hongroises de 2010.
Les élections locales de 2010 à Budapest se sont déroulées le 3 octobre 2010 dans la capitale hongroise. Elles ont vu la droite, menée par une coalition Fidesz-KDNP s'emparer de la majorité des arrondissements de la ville, ainsi que de la majorité des sièges à l'Assemblée métropolitaine. Après vingt années de domination sociale-libérale, c'est le conservateur István Tarlós qui devient bourgmestre principal de Budapest.